# Paulo André Tavares
Paulo André Tavares (Rio de Janeiro, 27 de Janeiro de 1957) é um músico (violonista e guitarrista) brasileiro.

## Biografia
Em 1988 passa a acompanhar o sanfoneiro Sivuca, com quem excursionou por todo o Brasil. Ingressa também na Orquestra de Cordas Brasileiras onde gravou o primeiro disco que recebeu o Prêmio Sharp de Música Instrumental.  Participa, por indicação de Fátima Regina e Henrique Cazis, como sideman da gravação de 3 faixas do disco clássico de Martinho da Vila, O Canto das Lavadeiras. Tais faixas tinham o arranjo assinado por Rildo Hora.
Em 1989 começa a trabalhar na Cia. de Jingles Tapespot sob a direção do Maestro Cipó. Na Tapespot produziam-se de 8 a 10 jingles por dia que eram requisitados por empresas de todo o Brasil. O trabalho com jingles acompanha Paulo André por boa parte de sua carreira, mesmo quando retorna a Brasília em 1990.
De volta à Capital Federal, passa a produzir jingles e trilhas ao lado de Fernando Fontana na empresa Áudio Fidelity. Também no início da década de 1990, ajuda a montar junto com Jaime Ernst-Dias a Orquestra de Violões de Brasília onde permaneceu até 1998 e saiu após o lançamento do primeiro disco da Orquestra. Entre os músicos que estavam na primeira formação dessa orquestra estavam Wellington Fagundes, Zilmar Gustavo, Agilson de Alcântara, Simone Lacorte, Marcílio Cunha, Alessandro Borges, Daniel Sarquis, entre outros.